# Пилипенко, Михаил Фёдорович
Михаи́л Фёдорович Пилипе́нко (бел. Міхаіл Фёдаравіч Піліпенка; 19 мая 1936, Нежихов — 6 апреля 2025, Минск) — белорусский этнолог, доктор исторических наук, член-корреспондент НАНБ. Заслуженный деятель культуры Республики Беларусь (1999).

## Биография
Учился в Мозырском педагогическом училище, в 1956 году поступил на исторический факультет Белорусского государственного университета. Окончил аспирантуру Московского государственного университета; с 1967 года работал преподавателем (затем — доцентом) на истфаке БГУ. В 1970 году защитил кандидатскую диссертацию «Семья и брак у белорусских крестьян во второй половине XIX — начале XX века».
C 1991 года работал в Институте искусствоведения, этнографии и фольклора (ІМЭФ) НАНБ. В 1993 году защитил докторскую диссертацию «Возникновение Белоруссии: новая концепция»; в 1994 году избран членом-корреспондентом НАНБ. В 1991—1993 гг. — заведующий отделом этнографии, в 1994—2004 — директор института, с 2004 — главный научный сотрудник.
Занимался проблемами белорусской традиционной культуры и этногенеза белорусов. Автор более 100 научных работ.
Умер 6 апреля 2025 года в возрасте 88 лет.

## Основные работы
- Этнография Беларуси. — Минск: Вышэйшая школа, 1981. — 192 с.
- Возникновение Белоруссии: новая концепция. — Минск: Беларусь, 1991. — 142 с.
- Происхождение белорусского народа. — Минск, 1995.
- Белоруссия на рубеже тысячелетий. — Минск, 2000 (в соавт.)
- Белорусы. Т. 4. Истоки и этническое развитие. — Минск, 2004 (в соавт.)